# Cold Spring (Minnesota)
Cold Spring è una città degli Stati Uniti d'America, situata in Minnesota, nella Contea di Stearns.